# Mirosław Basiewicz
Mirosław Basiewicz (ur. 14 stycznia 1958 w Warszawie, zm. 9 stycznia 2022) – polski polityk, związkowiec, wydawca, społecznik, działacz opozycji antykomunistycznej w czasach PRL.

## Życiorys
W 1980 został absolwentem Szkoły Podoficerskiej Milicji Obywatelskiej w Warszawie, a następnie rozpoczął pracę w Komisariacie Milicji w Piastowie na stanowisku referenta. W 1981 zaangażował się w tworzenie Związku Zawodowego Funkcjonariuszy MO. Został wybrany w skład Ogólnopolskiego Komitetu Założycielskiego ZZFMO, a także przewodniczącym warszawskiego Komitetu Założycielskiego związku. Był również sygnatariuszem wniosku do sądu o rejestrację tej organizacji. Z powodów politycznych 17 czerwca 1981 został zwolniony ze służby w MO i otrzymał tzw. „wilczy bilet” uniemożliwiający mu jakiekolwiek zatrudnienie. Był współtwórcą i współpracownikiem tajnego zespołu w strukturach NSZZ „Solidarność” Regionu Mazowsze, którego celem było ujawnianie tajnych współpracowników komunistycznego MSW usadowionych w strukturach tego związku. Brał udział, jako gość, w I zjeździe „Solidarności”. 19 grudnia 1981 został internowany, a następnie osadzony w Areszcie Śledczym w Warszawie-Białołęce, gdzie przez 10 dni prowadził strajk głodowy. Zwolniony 13 lipca 1982.
Zmuszony do opuszczenia Warszawy, osiadł na Suwalszczyźnie. W latach 1983–1985 był inwigilowany przez Służbę Bezpieczeństwa w związku z kolportowaniem nielegalnych pism. W 1987 był pomysłodawcą i współzałożycielem Obywatelskiego Komitetu Poszukiwań Mieszkańców Suwalszczyzny Zaginionych w Lipcu 1945 r., którego celem było wyjaśnienie okoliczności i ustalenie miejsca pochówku ofiar „Obławy Augustowskiej”. W 1990 został przywrócony do pracy w Policji i zatrudniony w Komendzie Powiatowej w Sejnach. W 1991 uczestniczył w pracach Wojewódzkiej Komisji Weryfikacyjnej Służby Bezpieczeństwa w Suwałkach. W 1993 przeszedł na emeryturę w stopniu starszego sierżanta. Został licencjonowanym przewodnikiem turystycznym i pilotem wycieczek.
Podjął działalność w Samoobronie RP, z listy której bez powodzenia ubiegał się o mandat radnego sejmiku podlaskiego w wyborach samorządowych w 2002. Był asystentem społecznym posła Józefa Laskowskiego. W latach 2005–2007 pełni funkcję wiceprzewodniczącego zarządu krajowego Związku Zawodowego Rolników „Ojczyzna” oraz dyrektora biura krajowego tego związku. W latach 2007–2016 prowadził regionalną działalność wydawniczą. Studiował prawo na kierunku — zarządzanie państwem.
W wyborach parlamentarnych w 2019 bez powodzenia ubiegał się o mandat posła z listy Akcji Zawiedzionych Emerytów Rencistów. W grudniu 2021 został prezesem Stowarzyszenia im. Księdza Jerzego Popiełuszki w Suwałkach.

## Odznaczenia i wyróżnienia
W 2009, za wybitne zasługi w działalności na rzecz przemian demokratycznych w Polsce, prezydent Lech Kaczyński odznaczył go Krzyżem Oficerskim Orderu Odrodzenia Polski. W 2016 prezydent Andrzej Duda uhonorował go Krzyżem Wolności i Solidarności. W 1990 został odznaczony przez wojewodę suwalskiego i tygodnik „Krajobrazy” Medalem im. Wawrzyńca Gałaja. W 2004 otrzymał Odznakę honorową „Zasłużony dla Rolnictwa”. W 2007 został odznaczony Złotą Odznaką NSZZ Policjantów, a w 2011 Medalem 20-lecia tego związku. W tym samym roku wraz z pozostałymi członkami Obywatelskiego Komitetu Poszukiwań Mieszkańców Suwalszczyzny Zaginionych w Lipcu 1945 r. został uhonorowany przez Instytut Pamięci Narodowej nagrodą Kustosz Pamięci Narodowej. W 2013 nagrodzony przez Kapitułę Ryngrafu Żołnierzy Wyklętych tytułem „Strażnika Godności i Pamięci Żołnierzy Wyklętych”. W 2016 uzyskał Odznakę honorową „Działacza opozycji antykomunistycznej lub osoby represjonowanej z powodów politycznych”. W 2019 został odznaczony Medalem 100-Lecia Powstania Policji Państwowej.